# Медвежий макак
Медвежий макак (лат. Macaca arctoides), реже бурый макак — вид обезьян семейства мартышковых отряда приматов, один из видов рода Макаки.

## Описание
Шерсть густая, тёмно-коричневая. Лицо безволосое, с красной кожей. Детёныши рождаются с белой шерстью, со временем темнеющей. Голова взрослых самок и самцов зачастую лысеет. Имеют защёчные мешки, в которые могут складывать еду. Живут на земле, передвигаются на четырёх конечностях. Хвост безволосый, короткий, длина всего от 32 до 69 мм. Выражен половой диморфизм: самцы крупнее, весят от 9,9 до 10,2 кг, длиной от 517 до 650 мм, самки весят от 7,5 до 9,1 кг, длиной от 485 до 585 мм. Клыки самцов значительно длиннее, чем у самок. Зубная формула 2,1,2,32,1,2,3.

## Распространение
Встречаются в юго-восточной Азии. Ареал включает южный Китай, Индию, Бирму, западную Малайзию, Таиланд, Вьетнам, Бангладеш и Малайский полуостров. Также есть популяция, интродуцированная на острове Танахпильо в Мексике. Населяют субтропические вечнозелёные леса до высоты в 1500 метров и тропические вечнозелёные дождевые леса на высотах от 1800 до 2500 метров.

## Поведение
Образуют большие группы размером до 60 особей. При взрослении самки остаются в группе, самцы покидают её. В группе чёткая иерархия. Территория группы около несколько квадратных километров. Добывают пищу обычно утром до полудня. Всеядны, но едят в основном фрукты, дополнением к рациону служат семена, цветы, корни, листья и мелкие животные. Спаривание инициируется как самцами, так и самками. Во время спаривания другие члены группы часто вмешиваются и беспокоят пару.

## Статус популяции
Международный союз охраны природы присвоил виду охранный статус «Уязвимый». По оценкам 2008 года популяция сократится более чем на 30 % за следующие 30 лет (3 поколения) в основном из-за охоты и разрушения среды обитания. Более всего популяция уязвима в Индии, в Таиланде стабильно, в Китае и Вьетнаме быстро сокращается.